# Fustiaria langfordi
Fustiaria langfordi är en blötdjursart som först beskrevs av Tadashige Habe 1963.  Fustiaria langfordi ingår i släktet Fustiaria och familjen Fustiariidae. Inga underarter finns listade i Catalogue of Life.